# Mário Reis
Mário da Silveira Meireles Reis (Rio de Janeiro, 31 de dezembro de 1907 — Rio de Janeiro, 5 de outubro de 1981) foi um popular cantor brasileiro da era do rádio brasileira. Ganhou de alguns admiradores o epíteto de Bacharel do Samba.

## Infância e vida pessoal
Mário nasceu em 31 de dezembro de 1907 na rua Sampaio Viana nº 13 no bairro do Rio Comprido na então capital federal numa família de classe média-alta. Seu pai foi Raul Meireles Reis — advogado que também foi presidente  do America Football Club — e sua mãe, Alice da Silveira Reis. Aos dois anos, mudou-se para a rua Afonso Pena nº 53, na Tijuca
Em 1922, ele integrou a equipe juvenil de futebol do America Football Club, pela qual disputou o campeonato estadual da categoria na posição de meia-direita. Com quatro gols marcados, foi artilheiro da equipe, que se sagrou vice-campeã. Ele também se enveredou no tênis, chegando a integrar a seleção estadual do Rio de Janeiro.
Mário buscava manter sua vida pessoal privada e surgiram ataques difamatórios sobre sua sexualidade.

## Estudos e carreira no Direito
Mário se formou em Direito em 1930 na então Faculdade de Direito da Universidade do Rio de Janeiro, atual Faculdade Nacional de Direito da Universidade Federal do Rio de Janeiro (UFRJ), na mesma turma de Ary Barroso (LLB, 1929), de quem era amigo e incentivador, tendo gravado sua primeira música ("Vou à Penha") e seu primeiro sucesso popular, "Vamos deixar de intimidades". Mas foi Sinhô, em 1928, que alavancou sua carreira.
Com a ajuda de seu tio Guilherme da Silveira, amigo do presidente do Banco do Brasil, conseguiu um emprego no setor jurídico da instituição. Com a deposição do então presidente do Brasil, Washington Luís, ainda em 1930, Guilherme teve de deixar seu cargo e Mário pediu demissão na mesma época, ao passo que sua parceria com Francisco Alves começava a se tornar bem-sucedida.

## Carreira musical

### Inícios
Aprendeu violão com Carlos Lentini (Carlos Sertório de Freitas Lentini), que mais tarde se tornaria integrante do Regional de Benedito Lacerda. Em 1926, aos 19 anos, encontrou Sinhô, compositor e instrumentista (apelidado por admiradores de "O Rei do Samba"), na loja de instrumentos e partituras A Guitarra de Prata. Mário pediu-lhe que se tornasse seu professor. Sinhô aceitou após ouvi-lo cantar "Ora Vejam Só" e gostar de seu modo singular de cantar. Depois de dois anos dedicados a aprimorar a técnica do pupilo, Sinhô apresentou Mário Reis a Fred Figner, da gravadora Odeon, que ao ouvi-lo cantar topou gravar um disco com a voz do até então desconhecido. Seu primeiro registro fonográfico, lançado em 1928 e bem recebido pela crítica, trazia "Que vale a nota sem o carinho da mulher?" de um lado e "Carinhos de vovô" do outro. Junto à instrumentação de Sinhô, Donga tocou violão nas duas gravações. Mais tarde, Mário reconheceria a importância de Sinhô em sua formação musical, considerando-o responsável por lhe ensinar "o segredo do samba".

### Parceria com Francisco Alves

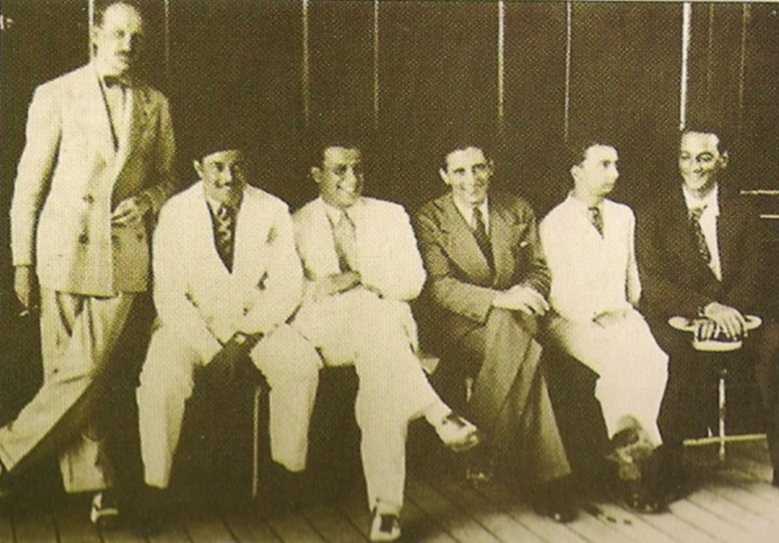
Da esquerda para a direita: Pessoa desconhecida, Pery Cunha, Mário Reis, Francisco Alves, Noel Rosa e Nonô a bordo do navio Itaquera em 1932.

No mesmo ano em que saiu do Branco do Brasil, Mário iniciou uma parceria com Francisco Alves, mesmo que tivessem vozes bem diferentes. Não se sabe qual dos dois teve a ideia da colaboração, que rendeu 24 músicas em 12 discos. O primeiro lançamento, de setembro do mesmo ano, vinha com "Deixa Essa Mulher Chorar" (Brancura) e "Quá-quá-quá" (Lauro de Barros, o Gradim) e foi criado com tecnologia de ponta da época.
Francisco decidiu transformar a dupla num espetáculo ao vivo, promovendo apresentações que traziam a participação de nomes como Lamartine Babo.
Em 1931, um empresário argentino contratou a dupla para se apresentar em Buenos Aires; além deles, foram Carmen Miranda, Luperce Miranda, Artur de Souza Nascimento e uma equipe de bailarinos. Foram trinta dias de apresentações realizadas em duas sessões; o cantor de tango Carlos Gardel se apresentava entre uma e outra.
No ano seguinte, Mário, Francisco, Noel Rosa, Pery Cunha e Nonô fizeram uma turnê conjunta no sul do Brasil.

### Carreira solo
Ainda pela Odeon, lançou seu segundo disco de estúdio, com mais duas músicas de Sinhô: "Sabiá" e "Deus nos Livre do Castigo das Mulheres". Em novembro de 1928, veio o terceiro disco, também com duas obras de Sinhô: "Jura" e "Gosto Que Me Enrosco" (esta última teve a autoria de sua primeira parte reivindicada por Heitor dos Prazeres). Este terceiro disco vendeu 30 mil cópias nas primeiras semanas, quantidade expressiva na época.
O estilo de Mário cantar foi recebido inicialmente com estranhamento, mas foi recebendo elogios da crítica conforme as gravações eram lançadas. Por outro lado, tradicionalistas o acusavam de querer ditar os rumos do canto de samba.
Para seu quarto disco, decidiu interpretar criações de outros compositores: "Vou à Penha", do colega de faculdade Ary Barroso, e "Margot", de Alfredinho Dermeval.
No carnaval de 1929, duas canções lançadas por Mário Reis gozaram de grande popularidade: "Dorinha, Meu Amor", de Freitinhas; e "Gosto Que Me Enrosco". Os sucessos impulsionaram a carreira do cantor, que lançou sete discos naquele ano.
Também no mesmo ano, Mário passou a compor, sob o pseudônimo Zé Carioca. Também esporadicamente comprava sambas de compositores do Estácio.
Em 1935, realizou uma segunda excursão pelo Sul, dessa vez com Carmen Miranda, com quem participou da inauguração da Rádio Farroupilha e gravou muitos sucessos.[carece de fontes?]
Em janeiro de 1936, Mário gravou um disco com "Este Meio Não Serve" (Noel Rosa) e "Tira... Tira..." (Alberto Simões e Donga) que não foi bem recebido pela crítica. No dia 10 daquele mês, Mário decidiu aposentar-se, ainda que parcialmente.

### Volta à música
Mário ainda realizou alguns trabalhos após se aposentar. Em 1939, gravou quatro músicas e participou de um programa da Rádio Nacional com Francisco Alves e Jean Sablon (da França); já em 1940, lançou duas músicas para o carnaval.
Quase uma década depois, em 1951, lançou três discos. Mais outra quase-década depois, em 1960, lançou seu primeiro LP, Mário Reis Canta Suas Criações em Hi-Fi, pela Odeon. Em 1965, pela Elenco, lançou seu segundo LP, Ao Meu Rio, em homenagem aos 400 anos da sua cidade natal.
Em 1971, lançou o terceiro LP, autointitulado, que trazia entre as faixas o samba "Bolsa de Amores", de Chico Buarque, que foi censurado pela ditadura então vigente no país.
Também em 1971, Mário realizou aquela que é considerada sua real despedida da música: uma série de apresentações em três dias no chamado "Golden Room" do Copacabana Palace, que tiveram o então ex-presidente da república Juscelino Kubitschek e Chico Buarque em meio ao público; este último se emocionou com a interpretação que Mário fez de sua canção "A Banda". A TV Globo chegou a gravar o espetáculo para a produção de um especial, mas abortou a ideia e apagou as fitas por motivos não esclarecidos. Nos últimos anos de vida vivia recluso, evitando jornalistas e fotógrafos.

## Carreira no cinema
Mário estreou no cinema em 1935 nos musicais Alô, Alô, Brasil! e Estudantes. Neste último fez o papel de um estudante em uma relação amorosa com uma cantora de rádio chamada Mimi, interpretada por Carmen Miranda. Mais tarde, participou de Alô, Alô, Carnaval! (1936) e Joujoux e Balangandãs (1939).

## Morte e legado
Mário morreu em 5 de outubro de 1981 de insuficiência renal e embolia pulmonar após complicações de uma cirurgia para tratar de um aneurisma abdominal. Foi enterrado no Cemitério São João Batista, onde também está o corpo de seu parceiro Francisco Alves.
Em 1995 Júlio Bressane fez o filme O Mandarim sobre a trajetória de Mário Reis, que foi interpretado por Fernando Eiras.
Sua obra editada em CD é rara, porém, existe um CD (coletânea) não tão difícil de achar. Em 1998, foi lançado pelo selo Copacabana Discos, a série 'Raízes do Samba' que pôs no mercado, vários nomes do samba carioca e nacional, tais como: Ary Barroso, Ataulfo Alves, Nelson Cavaquinho, Cartola, entre outros, em gravações originais. Foi relançada entre 2006 e 2012, editada pelo selo EMI. Mário Reis, esteve presente na trilha sonora da telenovela Kananga do Japão (1989/1990), da extinta Rede Manchete, com a canção "Gosto que me enrosco", canção essa, que em 1995, viria a inspirar um samba enredo da Portela.

## Discografia
Adaptado das fontes.

### LPs
- Mário Reis Canta Suas Criações em Hi-Fi (1960)
- Ao Meu Rio (1965)
- Mário Reis (1971)
- Mário Reis: um cantor moderno (2005; caixa com três CDs totalizando 47 canções)

### Compactos simples (78 rpm)
- (1928) "Novo amor" / "O destino é Deus quem dá"
- (1928) "Dorinha, meu amor!" / "Vou me vingar"
- (1928) "Vou à Penha" / "Margô"
- (1928) "Jura" / "Gosto que me enrosco"
- (1928) "Sabiá" / "Deus nos livre do castigo das mulheres"
- (1928) "Que vale a nota sem o carinho da mulher" / "Carinhos de vovô"
- (1929) "Deixaste meu lar" / "Podes sorrir"
- (1929) "A medida do Senhor do Bonfim" / "Cansei"
- (1929) "Vamos deixar de intimidade" / "É tão bonitinha!"
- (1929) "Vai mesmo" / "Carga de burro"
- (1929) "Perdão" / "Meu amor, vou-te deixar!"
- (1929) "Vadiagem" / "Sorriso falso"
- (1930) "És falsa" / "Eu agora sou família"
- (1930) "Mentira" / "Já é demais"
- (1930) "No Grajaú, Iaiá" / "Estou descrente"
- (1930) "O que há contigo?" / "Meu coração não te aceita"
- (1930) "Risoleta" / "Nosso futuro"
- (1930) "Capricho de mulher" / "Não dou confiança ao azar"
- (1930) "Outro amor" / "Vou morar na roça"
- (1931) "Não me perguntes" / "Quem ama não esquece"
- (1931) "Quem espera sempre alcança"
- (1931) "Batucada" / "N’aldeia"
- (1932) "Mentir" / "Prazer em conhece-lo"
- (1932) "Uma jura que eu fiz" / "Mulato bamba"
- (1932) "Ao romper da aurora" / "Sinto muito"
- (1932) "Sofrer é da vida" / "Só dando com uma pedra nela"
- (1933) "Agora é cinza" / "Doutor em samba"
- (1933) "Eu queria um retratinho de você" / "Força de malandro"
- (1933) "As cinco estações do ano"
- (1933) "Chegou a hora da fogueira" / "Tarde na serra"
- (1933) "Fui louco" / "Pobre criança"
- (1933) "Linda morena" / "A tua vida é um segredo"
- (1933) "Aí, hem?" / "Boa bola!"
- (1933) "Esquina da vida" / "Meu barracão"
- (1933) "Vejo amanhecer" / "Filosofia"
- (1933) "Quando o samba acabou" / "Capricho de rapaz solteiro"
- (1933) "Vai haver barulho no chatô"
- (1934) "Nada além" / "Parei contigo"
- (1934) "Rasguei a minha fantasia" / "Verbo amar"
- (1934) "Nosso romance" / "Se eu fosse pintor"
- (1934) "Mais uma estrela" / "Cortada na censura"
- (1934) "Estás no meu caderno" / "Vou ver se posso..."
- (1934) "Tenho raiva de quem sabe" / "Não sei que mal eu fiz"
- (1934) "Isto é lá com Santo Antônio" / "Pra meu São João"
- (1934) "Gargalhada" / "Meu sofrimento"
- (1934) "É de amargar" / "Você faz assim comigo"
- (1934) "Me respeite... ouviu?" / "Alô?... alô...."
- (1934) "Uma andorinha não faz verão" / "Moreninha tropical"
- (1934) "Ride... Palhaço" / "O sol nasceu pra todos"
- (1935) "Na hora "H"" / "Vai Ter"
- (1935) "Meu consolo" / "Foi assim que morreu o nosso amor"
- (1935) "Adeus saudade" / "Sonho de jardineiro"
- (1935) "Linda Ninon" / "Linda Mimi"
- (1935) "Pistolões" / "Roda de fogo"
- (1935) "Este samba foi feito pra você" / "Amei demais"
- (1935) "Eva querida" / "Muito mais"
- (1936) "Este meio não serve" / "Tira...tira..."
- (1936) "É você que eu ando procurando" / "Você merece muito mais"
- (1936) "Você é quem brilha" / "A tal"
- (1936) "Olha esse bloco" / "Foi audácia"
- (1936) "Você é crente" / "Vai-te embora"
- (1936) "Fra diávolo no carnaval" / "Cadê Mimi?"
- (1936) "Teatro da vida" / "Menina, eu sei de uma coisa..."
- (1939) "Deixa esta mulher sofrer" / "Iaiá Boneca"
- (1939) "Joujoux e Balangandãs" / "Voltei a cantar"
- (1940) "Vírgula" / "Você me maltrata"
- (1951) "Ora vejam só" / "A favela vai abaixo"
- (1951) "Fala meu louro" / "Gosto que me enrosco"
- (1951) "Jura" / "Sabiá" Continental 78
- (1952) "Flor tropical" / "Saudade do samba"

#### Com Francisco Alves
- (1930) "Deixa essa mulher chorar" / "Quá-Quá-Quá"
- (1931) "Não há" / "Se você jurar"
- (1931) "Arrependido" / "O que será de mim?"
- (1931) "Nem assim" / "Anda, vem cá!"
- (1931) "Sinto saudade" / "Ri pra não chorar"
- (1932) "Marchinha do amor" / "Liberdade"
- (1932) "É preciso discutir" / "Foi em sonho"
- (1932) "Perdão, meu bem" / "Antes não te conhecesse"
- (1932) "A razão dá-se a quem tem" / "Rir"
- (1932) "Estamos esperando" / "Tudo que você diz"
- (1932) "Formosa" / "Primeiro amor"
- (1932) "Mas como... outra vez?" / "Fita amarela"

## Filmografia
| Ano  | Título                | Personagem   | Nota                                                                        |
| 1935 | Alô, Alô, Brasil!     | Ele mesmo    |                                                                             |
| 1935 | Estudantes            | Um estudante |                                                                             |
| 1936 | Alô, Alô, Carnaval    | Ele mesmo    | Performance: "Cadê Mimi?", "Teatro da Vida" e "Fra Diávolo no Carnaval"     |
| 1939 | Joujoux e Balangandãs | Ele mesmo    | Performance: "Joujoux e Balangandãs" (dueto com Mariah) e "Voltei a Cantar" |